# فافلار
فافلار (به آلمانی: Pfafflar) یک شهر در اتریش است که در ناحیه رویت واقع شده‌است. فافلار ۳۳٫۶۳ کیلومتر مربع مساحت دارد ۱٬۳۱۴ متر بالاتر از سطح دریا واقع شده‌است.